# Чередниченко Євген Романович
Євген Романович Чередниченко (30 січня 1914, Фастів — 11 січня 1994, Київ) — український дисидент, спортсмен, педагог, поет, публіцист, просвітник, громадський діяч. Член ОУН, в'язень ГУЛАГУ (в 1943—1956 роках).

## Біографія
Народився 30 січня 1914 року у Фастові (тепер місто Київської області) у баготодітній родині. Закінчив Фастівську семирічну школу № 9. Навесні 1930 року поїхав до старшого брата Володимира в місто Шахти, де закінчив гірничо-промислову школу і працював шахтарем.
1934 року вступив до Московського інституту фізичної культури. Студентом-третьокурсником виборов звання чемпіона Радянського Союзу з класичної боротьби. Мав добрі успіхи з гімнастики, акробатики, плавання та лиж. З юних літ писав вірші.
Закінчивши інститут, в 1938 році повернувся в Україну. Завідував кафедрою фізичної культури в Інституті харчової промисловості в Києві.
Під час радянсько-німецької війни вступив до ОУН, був призначений у Фастові районовим провідником, працював під псевдом «Сталий». Підпільники розповсюджували листівки, спрямовані проти окупаційного режиму. Заготовляли продукти харчування для загону УПА під командою станичного ОУН Володимира Косовського поблизу Корнина на Житомирщині. У 1943 році під час відступу на Захід разом з іншими вояками потрапив у полон червоних. Робив спробу втекти. За «буржуазно-националистическую деятельность» та втечу засуджений ОСО до смертної кари. Через 33 доби її замінили на 15 років каторги.
Карався в режимному таборі управління «Речлаг» на Воркуті, працював на шахті № 5 комбінату «Воркутавугілля», з 1947 року — на шахті № 1 «Капітальна». Вірші складав переважно в пам'яті, деякі ховав. Добра половина з них назавжди залишилась у шахтах.
Як обізнаного з медициною з часів навчання в інституті фізкультури, його призначили фельдшером. Тут він зустрівся з тяжко хворим на цингу В. Косовським, поклав його до лікарні і так урятував від загибелі. Згодом завдяки допомозі лікаря з Польщі Владислава Сарнота влаштував його санітаром.
За участь у підготовці повстання в таборі у 1953 році, його, як досвідченого і активного в'язня, відправили у Владимирську тюрму. Через рік його етапували до режимного табору управління «Озерлаг» у Сибіру.
У 1956 році звільнений. Викладав фізкультуру у Фастівській середній школі № 20 (нині № 10). Згодом працював у Київському інституті підвищення кваліфікації вчителів, у Міністерстві освіти України (всюди під наглядом КДБ).

Могила Євгена Чередниченка

4 вересня 1965 року разом з дружиною, вчителькою української мови і літератури Вірою Нечипорівною, вони були серед тих, хто на заклик Василя Стуса встав у кінотеатрі «Україна», протестуючи проти арештів української інтелігенції. Багато разів його і дружину викликали на допити, їх неодноразово звільняли з роботи. У 1960-х роках обоє викладали в школі села Стайки під Києвом. Вели велику культурно-просвітницьку роботу.
У кінці 1980-х — на початку 1990-х років Чередниченки брали активну участь у багатьох національно-демократичних акціях. Євген Романович виступав на мітингах, у різних аудиторіях з палкими промовами та бойовими віршами. Був членом редколегії журналу Всеукраїнського товариства політичних в'язнів і репресованих «Зона». Власним коштом видав дві збірки віршів.
Син — спортсмен, тренер з легкої атлетики (біг), заслужений тренер УРСР Валерій Чередниченко (1941—2017).
Помер 11 січня 1994 року. Похований разом з сином на Байковому цвинтарі в Києві (ділянка № 49б, 50°25′2.85″ пн. ш. 30°30′2.68″ сх. д. / 50.4174583° пн. ш. 30.5007444° сх. д.). На його пам'ятнику вибиті слова:
Такої світ не знав тюрми,
Не знав такого ще розбою,
А ми лишалися людьми,
А ми лишалися собою!..

## Публікації
- Євген Чередниченко. З того світу. — К.: Радянський письменник, 1991;
- Євген Чередниченко. Ми ще зустрінемось з тобою, моя Вкраїно дорога. Із збірки «З того світу» // Самостійна Україна, № 13. — 1991 — Вересень;
- Євген Чередниченко. Воскресіння: Поезії. — УКСП «Кобза», 1993. — 116 с.